# David Heathcoat-Amory

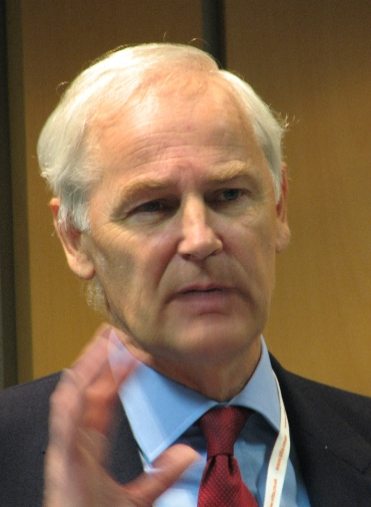
David Heathcoat-Amory (2008)

David Philip Heathcoat-Amory (* 21. März 1949) ist ein britischer Politiker der Conservative Party, der fast 27 Jahre den Wahlkreis Wells als Mitglied des House of Commons vertrat und unter anderem Paymaster General war.

## Leben

### Herkunft und berufliche Tätigkeiten
Heathcoat-Amory, Sohn des Brigadegenerals Roderick Heathcoat-Amory, stammt aus einer einflussreichen Politiker- und Unternehmerfamilie, der 1874 die Würde von Baronets verliehen wurde. Sein Urgroßvater Sir John Heathcoat-Amory, der 1. Baronet, war wie bereits John Heathcoat, dessen Großvater mütterlicherseits, ein langjähriges Mitglied des Unterhauses für den Wahlkreis Tiverton. Sein Onkel Derick Heathcoat-Amory war ebenfalls Unterhausabgeordneter und unter anderem Schatzkanzler.
Er selbst studierte nach dem Besuch des Eton College am Balliol College sowie am Christ Church College der University of Oxford und wurde nach Abschluss des Studiums mit einem Master of Arts im Fach Politik, Philosophie und Ökonomie (M.A. P.P.E.) 1974 Buchhalter beim Mischkonzern British Electric Traction und später bei PricewaterhouseCoopers. Daneben war er zeitweise Fellow am Institute for Chartered Accountants. 1980 wurde Heathcoat-Amory, der auch als Landwirt tätig war, stellvertretender Finanzdirektor dem auf die Lizenzierung und Vermarktung medizinischer Entwicklungen spezialisierten Unternehmen BTG und blieb dort bis 1983 beschäftigt.

### Unterhausabgeordneter und Regierungsämter
Bei den Unterhauswahlen vom 9. Juni 1983 wurde er als Kandidat der Conservative Party erstmals zum Mitglied des House of Commons gewählt und vertrat dort bis zu den Unterhauswahlen vom 6. Mai 2010 den Wahlkreis Wells.
Während seiner langjährigen Parlamentszugehörigkeit war er zunächst von 1985 bis 1987 Parlamentarischer Privatsekretär von Norman Lamont, dem Finanzsekretär des Schatzamtes, sowie im Anschluss von Innenminister Douglas Hurd, ehe er zwischen 1988 und 1989 Whip der Regierungsfraktion der konservativen Tories war.
1989 übernahm er sein erstes Regierungsamt als „Juniorminister“ nachdem er zum Parlamentarischen Unterstaatssekretär im Umweltministerium ernannt wurde. Nach einer darauffolgenden Verwendung von 1990 bis 1992 als Parlamentarischer Unterstaatssekretär im Energieministerium war er wiederum Whip der Regierungsfraktion sowie zugleich Treasurer of Her Majesty’s Household und stellvertretender Vorsitzender des einflussreichen Unterhausausschusses für Wege und Mittel (Ways and Means).
Im Anschluss war Heathcoat-Amory von 1993 bis 1994 Staatsminister im Foreign and Commonwealth Office, dem Ministerium für Auswärtiges und Angelegenheiten des Commonwealth of Nations, und dort für Europa zuständig. Danach war er schließlich zwischen 1994 und 1996 Generalzahlmeister (Paymaster General) im erweiterten Kabinett von Premierminister John Major.

### Oppositionspolitiker und Wahlniederlage
Nach der Wahlniederlage der Conservative Party bei den Unterhauswahlen vom 1. Mai 1997 wurde er in das vom neuen Parteivorsitzenden William Hague gebildete Schattenkabinett seiner Partei berufen und war dort zunächst „Schatten-Chefsekretär des Schatzamtes“ sowie im Anschluss von 2000 bis 2005 „Schatten-Minister für Handel und Industrie“ unter Hagues Nachfolgern Iain Duncan Smith und Michael Howard, ehe er zwischen Mai und Juni 2005 noch kurzzeitig „Schatten-Minister für Arbeit und Pensionen“ war.
Nach der Wahl von David Cameron zum Vorsitzenden der Conservative Party im November 2005 zog sich Heathcoat-Amory, der zeitweise Mitglied der britischen Delegation beim Europäischen Konvents war und Mitglied der Europeans United for Democracy ist, als Hinterbänkler aus dem politischen Rampenlicht zurück und war danach von 2005 bis 2010 Mitglied des Unterhausausschusses für Auswärtige Angelegenheiten sowie des sogenannten European Scrutiny Committee, einem Sonderausschuss des Unterhauses zur Überprüfung von Regelungen der Europäischen Union hinsichtlich deren Bedeutung auf britisches Recht und zur Vorentscheidung über die Behandlung derartiger Regelungen bei Debatten des Parlaments.
Obwohl Heathcoat-Amory bei den Unterhauswahlen vom 6. Mai 2010 seinen Stimmenanteil um knapp 700 Stimmen von 23.071 auf 23.760 Stimmen verbessern konnte, verlor er seinen Wahlkreis an seine liberal-demokratische Herausforderin Tessa Munt, die 44 % der Wählerstimmen erhielt, während auf ihn 42,5 % entfielen, so dass er sein Unterhausmandat verlor und aus dem House of Commons ausschied.